# 于格丽
于格丽（1976年3月29日—），出生于山东莱阳，中国女子手球运动员，曾代表中国参加1996年夏季奥运会和2004年夏季奥运会女子手球比赛，分别获得第五名和第八名。她也参加了1998年、2002年和2006年三届亚洲运动会。